# Michał Chodźko
Michał Chodźko Borejko (ur. w 1808 w Krzywiczach, zm. 22 maja 1879 w Paryżu) – polski poeta i publicysta.

## Życiorys
Syn Jana, rodzony brat Aleksandra i Józefa, przyrodni brat Ignacego. 
Studiował w Uniwersytecie Wileńskim. Brał udział w powstaniu listopadowym. Po jego upadku przebywał na emigracji we Francji. W 1833 roku brał udział w ekspedycji Józefa Zaliwskiego (1833), która stała się później tematem jego poezji. W 1848 roku był dowódcą jednego z legionów we Włoszech. Pisał też poezje, tłumaczył Byrona i Lamartine'a.

## Twórczość
- "Dziesięć obrazów z wyprawy do Polski 1833 r.: 1834–1835: poema z muzyką do dwóch pieśni, i czterema portretami" Paryż 1841,
- "Dwa akty" Paryż 1845,
- "Szymon Konarski. Obr. 1, Śmierć xiędza Trynkowskiego : poema dramatyczne", Paryż 1845,
- "Oni, to my: wiersz", Paryż 1848,
- "Siedm listów o legionie polskim we Włoszech", Paryż 1850,
- "Kongres i amnestya" Paryż 1856, Paryż 1856,
- "Jezioro cudów: poemat chrześcijański", Paryż 1857,
- "Noc pielgrzyma: urywek z poematu ducha", Paryż 1861,
- "Adam Mickiewicz i legion polski we Włoszech: czterdziestego ósmego lata wspomnienie", Paryż 1862,
- "Żywot Rajmónda Rembielińskiego", Paryż 1862,
- "Zapowiedź poematu nowego Człowiek wobec Boga i przyrody tomów II; Legenda o Madeju z XVI stólecia ofiarowana dla dorastającego pokolenia" Paryż 1876.

## Literatura dodatkowa
- Władysław Rębalski: Chodźko Michał. W: Polski Słownik Biograficzny. T. 3: Brożek Jan – Chwalczewski Franciszek. Kraków: Polska Akademia Umiejętności – Skład Główny w Księgarniach Gebethnera i Wolffa, 1937, s. 388–389. Reprint: Zakład Narodowy im. Ossolińskich, Kraków 1989, ISBN 83-04-03291-0